# Place de la Concorde

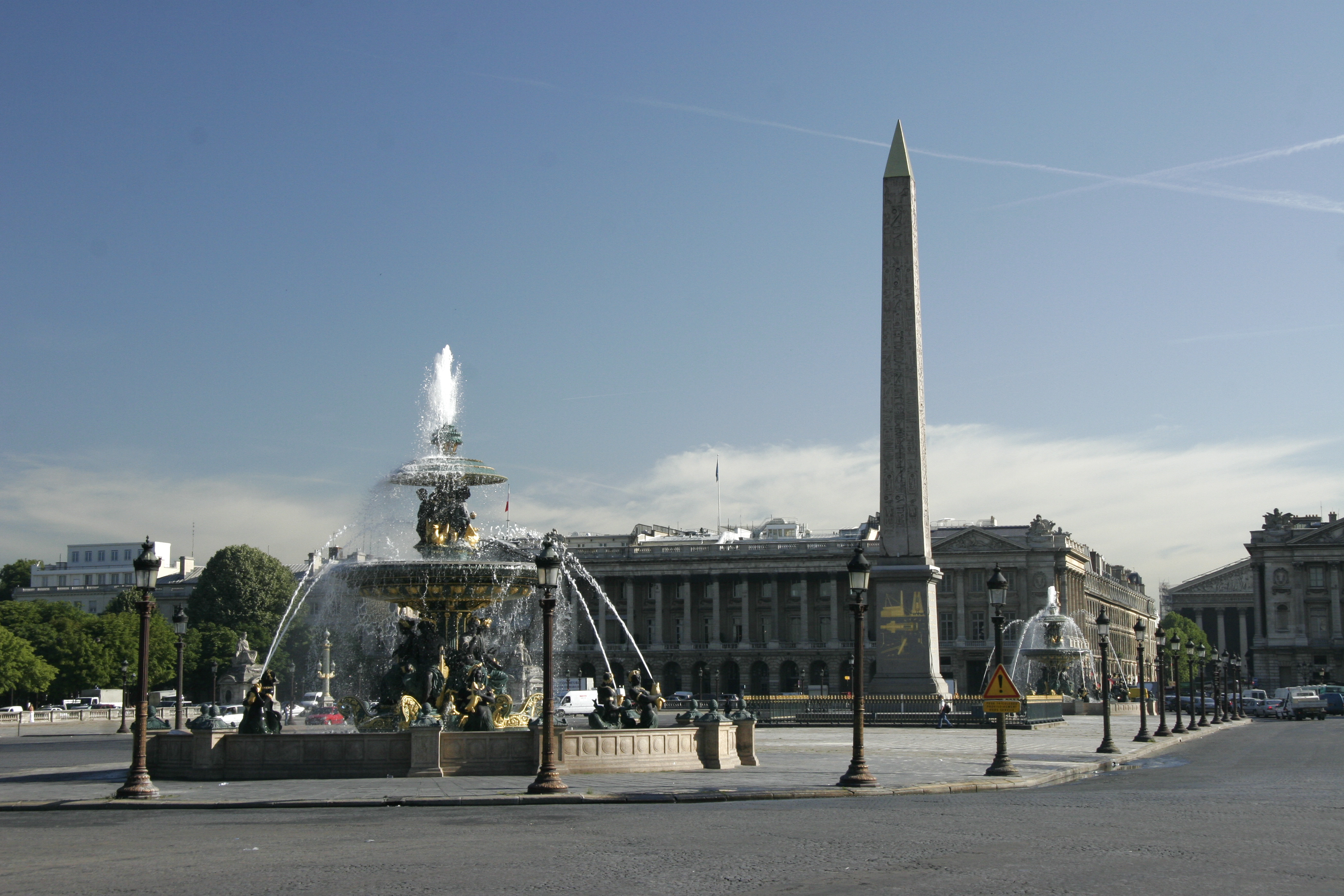
Place de la Concorde med den 3300 år gamla Luxorobelisken.

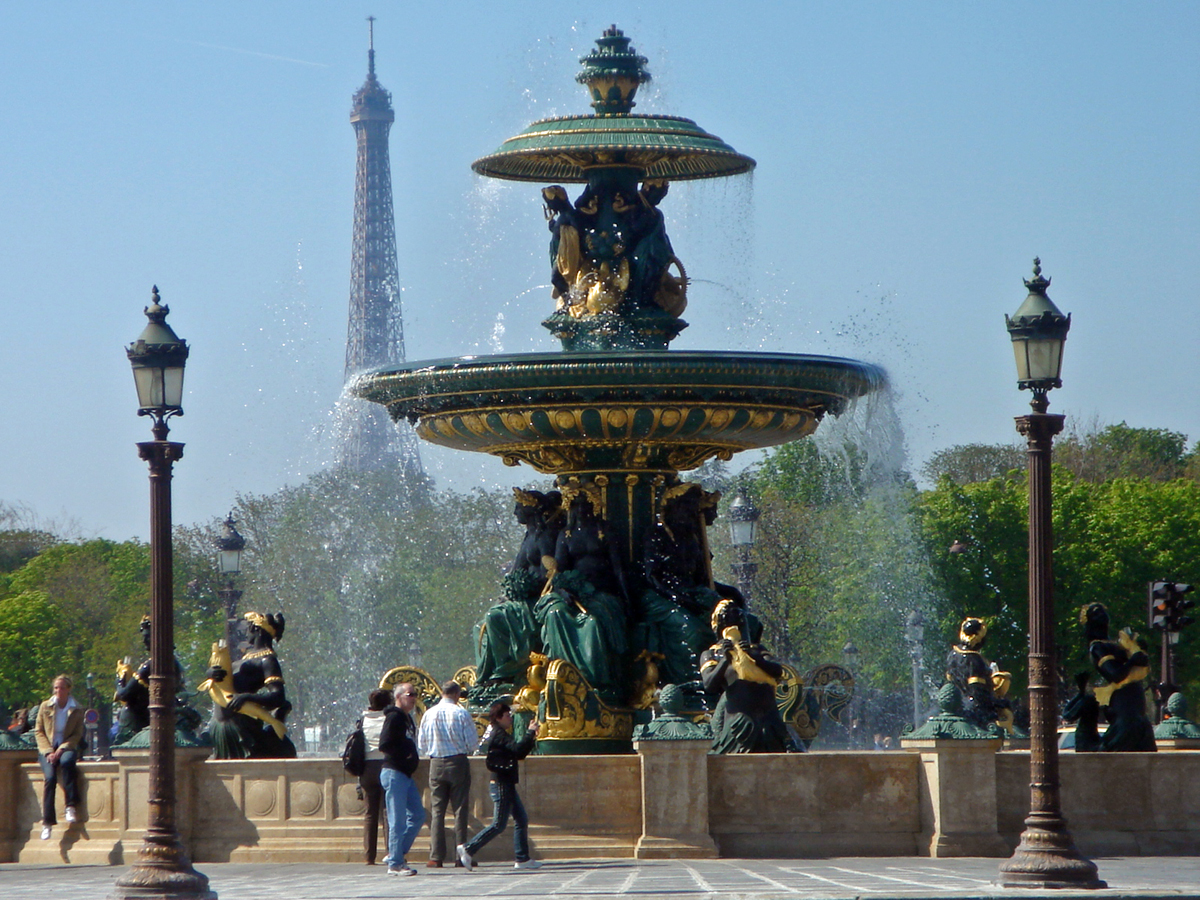
Place de la Concorde med fontän.

Place de la Concorde (franska för 'Endräktstorget' eller '-platsen'), är ett cirka 7,6 hektar stort torg i Paris i Frankrike. Det är beläget vid gränsen mellan det åttonde arrondissementet och det första arrondissementet, intill floden Seine. Mitt på torgets västra sida börjar den berömda paradgatan Champs-Élysées.
Torget domineras av en stor obelisk, Luxorobelisken, som var en gåva från Egyptens vicekung Muhammed-Ali till Ludvig Filip 1831. Obelisken är nära 24 meter hög och är mer än 3300 år gammal. Den är en av Kleopatras nålar.
Under franska revolutionen uppsattes här den första giljotinen och här halshöggs Ludvig XVI söndagen den 21 januari 1793 och Marie-Antoinette den 16 oktober 1793.
Under befrielsestriderna 1944 under andra världskriget utkämpades stora strider om Place de la Concorde och omkringliggande byggnader, som alla var besatta av tyskarna.
Vid torget ligger metrostationen Concorde som är flitigt använd av bland annat turister. Torget kantas av märkesbyggnader från 1700-talet, på norra sidan lyxhotellet Hôtel de Crillon och dess tvillingbyggnad Hôtel de la Marine, en gång marinstabens högkvarter, men numera ombyggt för att hysa butiker, restauranger och officiella mottagningar.

## Tidigare namn
Place Louis XV, Place de la Révolution, Place de la Chartre och Place Louis XVI.

## Fotogalleri

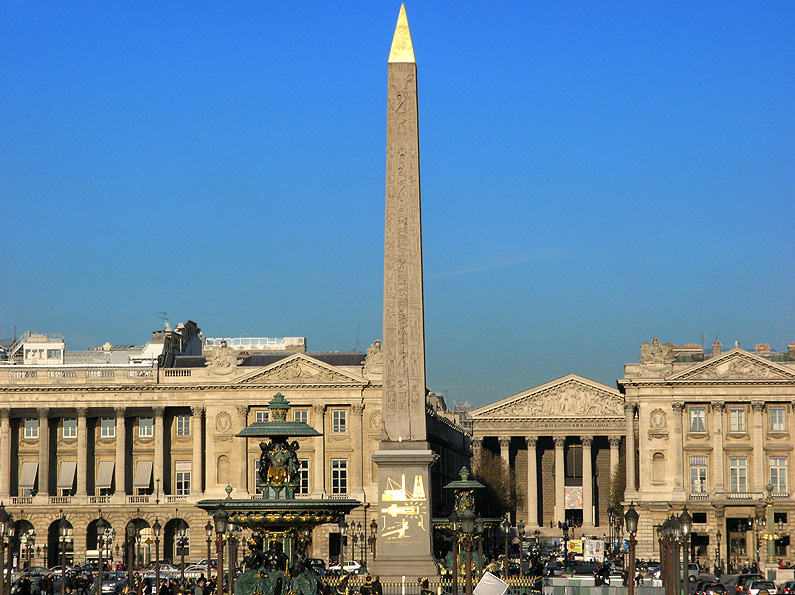
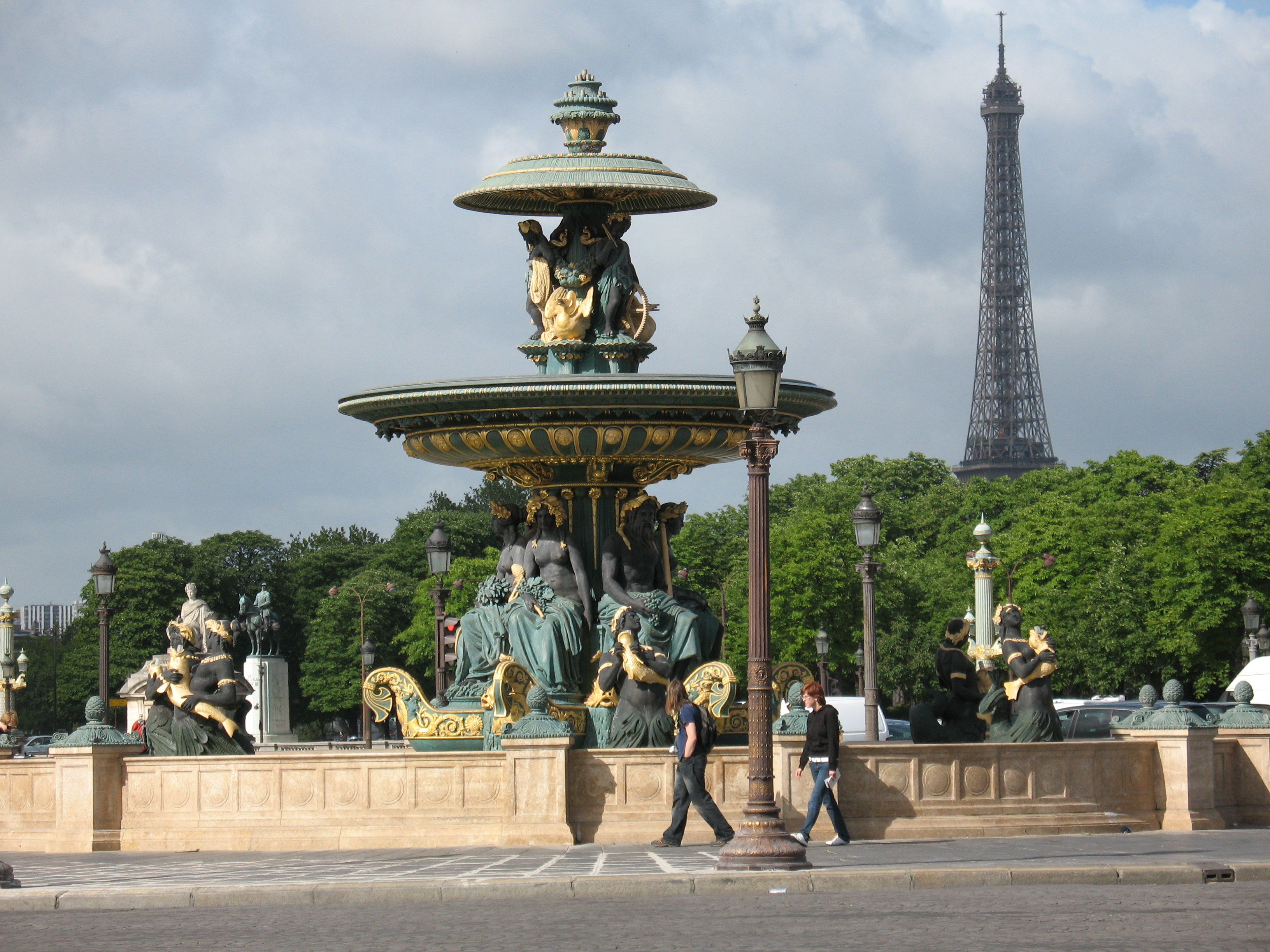
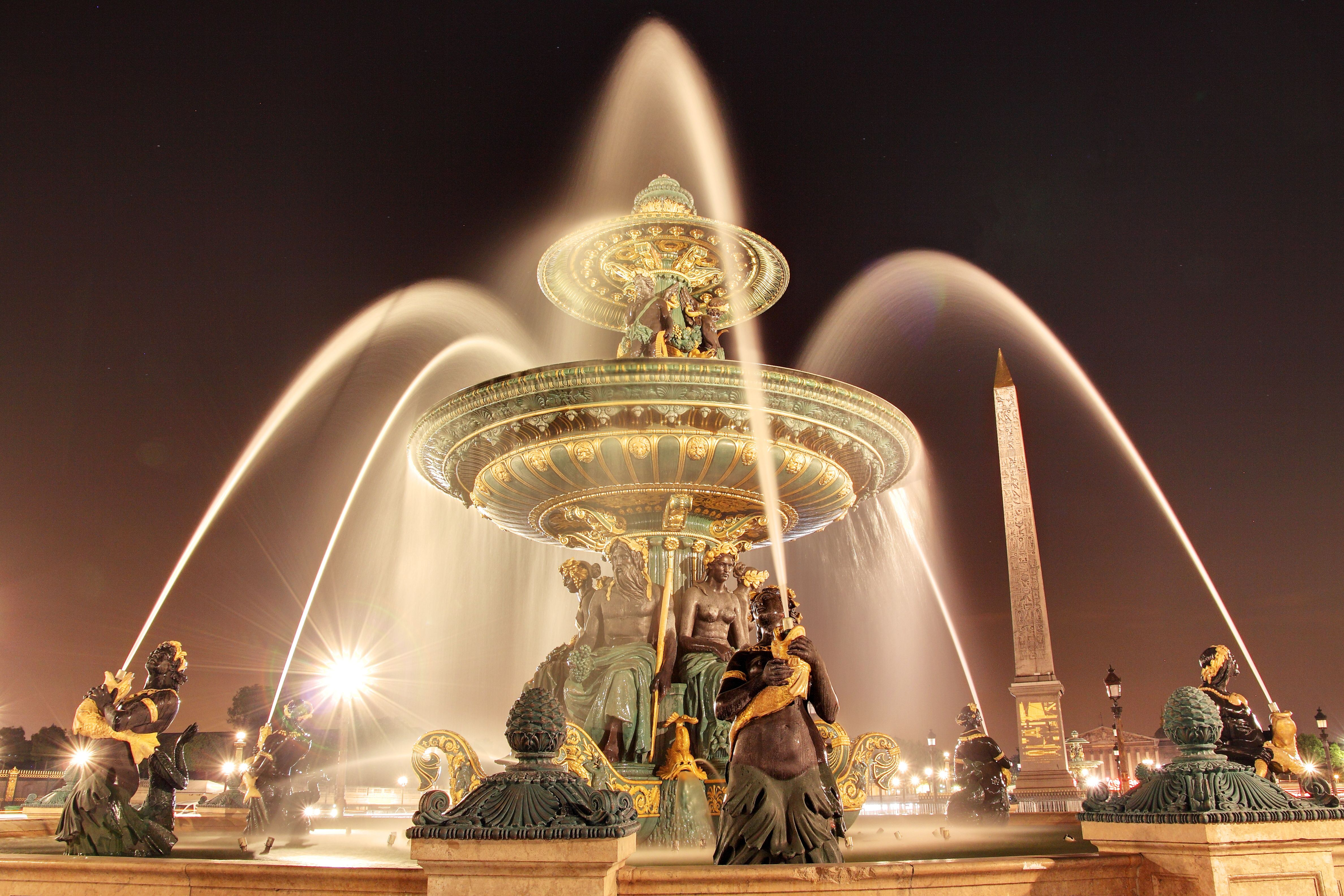
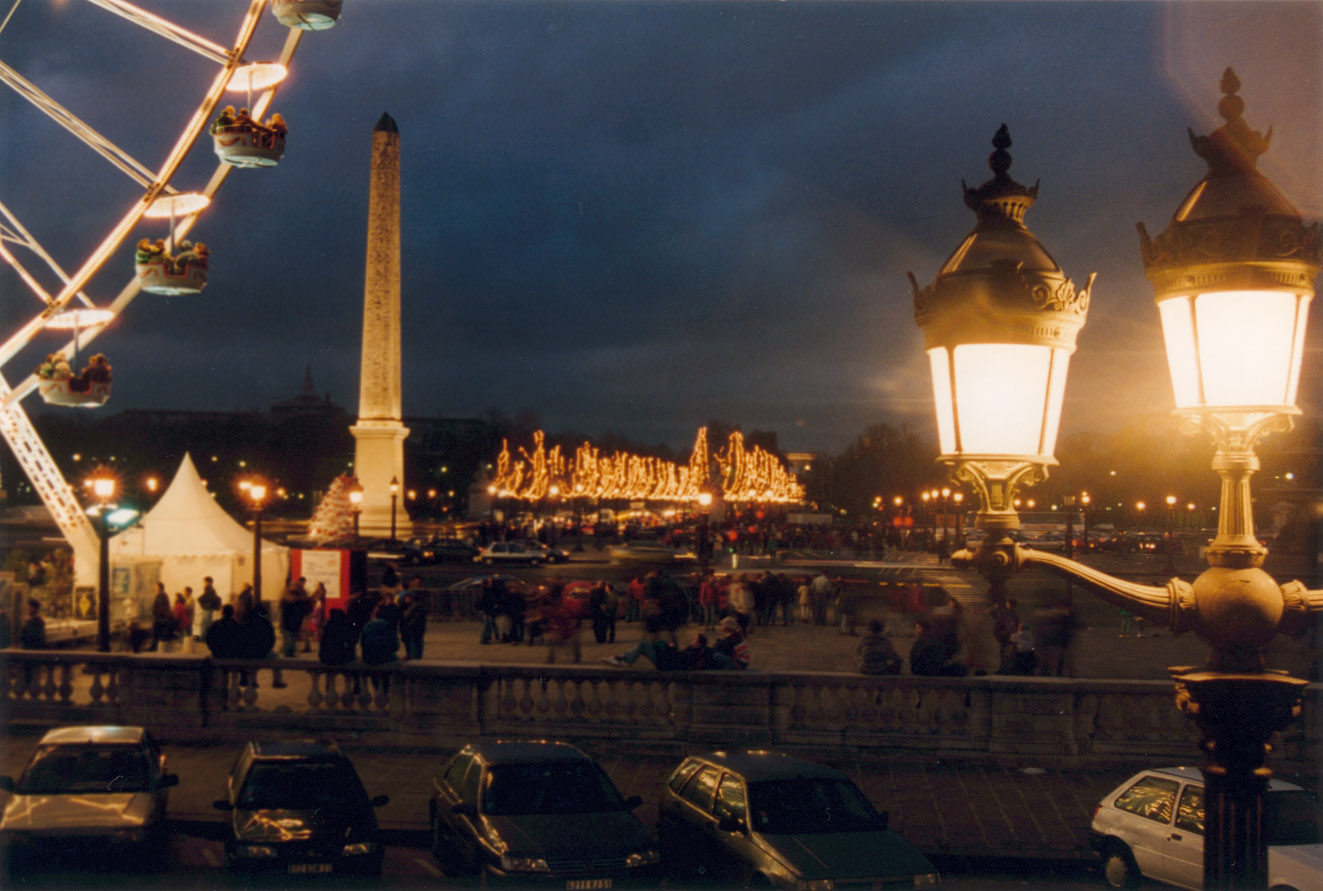